# Dominic Calvert-Lewin
Dominic Nathaniel Calvert-Lewin (*16. března 1997 Sheffield) je anglický profesionální fotbalista, který hraje na pozici útočníka za anglický klub Leeds United FC a za anglický národní tým.

## Klubová kariéra

### Sheffield United
Calvert-Lewin se připojil do akademie Sheffieldu United 28. dubna 2005, zpočátku působil na pozici středního záložníka. 24. prosince 2014 odešel Calvert-Lewin na hostování do týmu hrající National League North Stalybridge Celtic, kde začal hrát jako hrotový útočník. O dva dny později při svém debutu dvakrát skóroval v utkání proti Hyde United a 1. ledna proti nim opět skóroval v odvetném utkání. Na začátku února 2015 se Calvert-Lewin vrátil do svého mateřského klubu, když na hostování v pěti utkáních skóroval šestkrát.
Na začátku dubna 2015 podepsal novou dlouholetou smlouvu až do léta 2018. Calvert-Lewin debutoval v klubu 25. dubna v League One při remíze 1:1 proti Leytonu Orient.
Dne 7. srpna 2015 se Calvert-Lewin připojil k týmu League Two Northampton Townu na hostování do ledna. Debutoval o čtyři dny později, když v prvním kole EFL Cupu pomohl k vítězství 3:0 proti Blackpoolu.
Poté, co jeho hostování v Northampton Town skončilo v lednu 2016, se Calvert-Lewin vrátil do Sheffieldu United, a poprvé se objevil až 13. února při vítězství nad Doncasterem Rovers 1:0.

### Everton

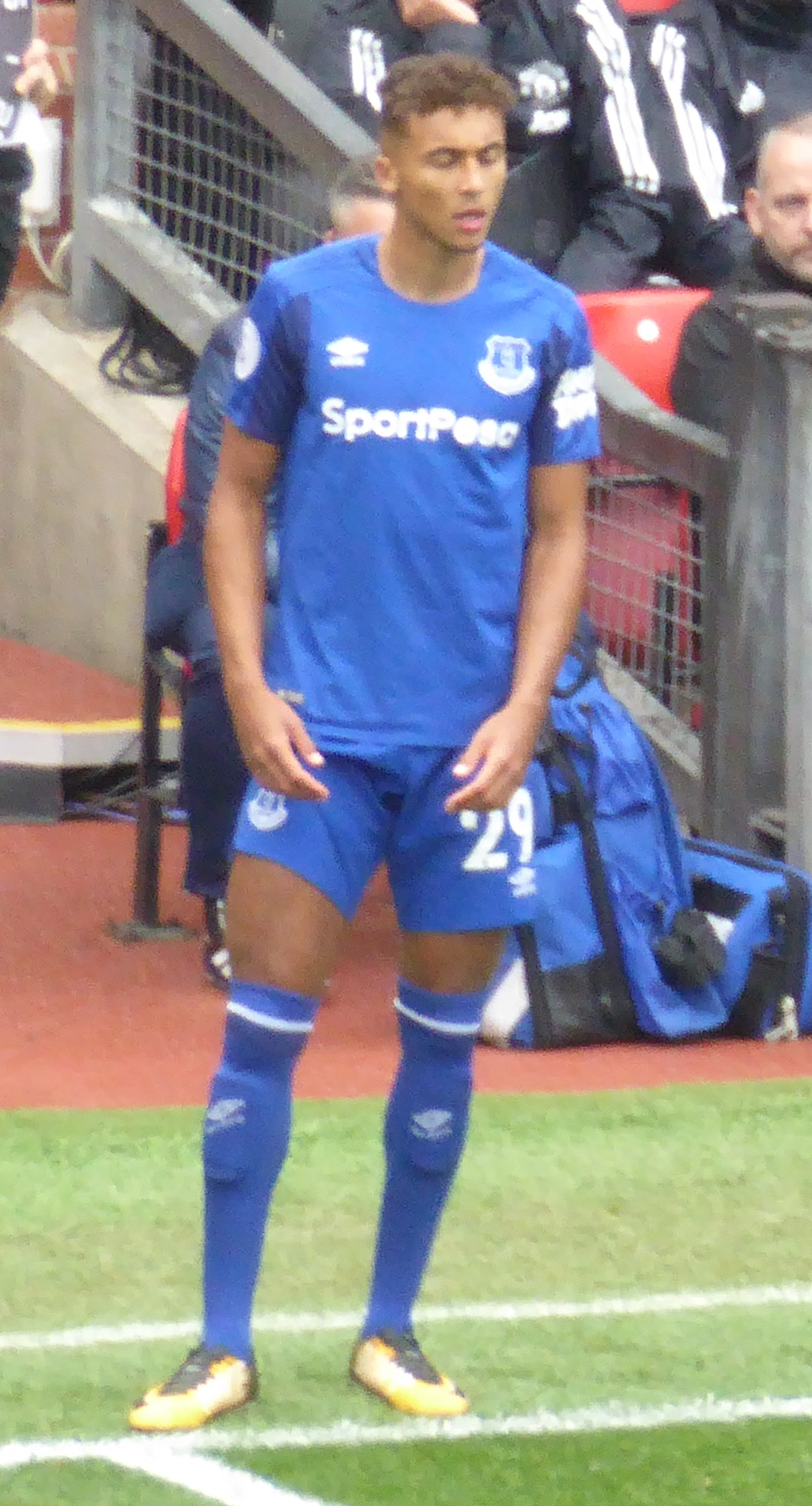
Calvert-Lewin v dresu Evertonu (2020)

Calvert-Lewin přestoupil do prvoligového Evertonu 31. srpna 2016 za 1,5 milionu liber. Debutoval jako náhradník při vítězství 2:1 nad Arsenalem 13. prosince 2016. Po vynechání dvou měsíců kvůli zranění kotníku, vstřelil svůj první gól v Premier League 18. března 2017 v utkání proti Hull City. Dne 3. května 2017 podepsal pětiletou smlouvu do roku 2022.
Calvert-Lewin vstřelil vítězný gól ve třetím předkole Evropské ligy UEFA proti slovenskému MFK Ružomberok 3. srpna 2017. 20. září, ve třetím kole EFL Cupu proti Sunderlandu, vstřelil 2 branky a ukončil tak sérii tří utkání, ve kterých Everton neskóroval. Calvert-Lewin podepsal novou smlouvu 14. prosince, spolu s dalšími mladíky Jonjoem Kennym a Masonem Holgatem, která jej udrží na Goodison Parku až do června 2023.
Dne 24. září 2019 zaznamenal Calvert-Lewin ve svém 100. zápase v dresu Evertonu dva góly při vítězství nad Sheffield Wednesday ve třetím kole EFL Cupu. 6. března následujícího roku podepsal novou smlouvu do června 2025.
Dne 13. září 2020, v prvním kole sezóny 2020/21, vstřelil vítězný gól hlavičkou při výhře 1:0 nad Tottenhamem Hotspur, následně vstřelil svůj první hattrick v Premier League při vítězství 5:2 nad West Bromwich Albion. 30. září vstřelil hattrick při výhře 4:1 proti West Hamu United v EFL Cupu. Díky tomu se Calvert-Lewin stal prvním hráčem Evertonu, který zaznamenal dva hattricky za jeden měsíc od Dixie Deana v listopadu roku 1931. 3. října 2020 skóroval Calvert-Lewin ve čtvrtém zápase Premier League v řadě v utkání proti Brightonu při vítězství 4:2 v Goodison Parku . Byl jmenován Nejlepším hráčem měsíce Premier League za měsíc září, když vstřelil pět ligových branek. Calvert-Lewin skóroval v pátém zápase Premier League v pořadí proti Liverpoolu při remíze 2:2 dne 17. října 2020. 22. listopadu 2020 vstřelil Calvert-Lewin další dvě branky při výhře 3:2 proti Fulhamu.
Leeds United FC
15.srpna 2025 podepsal jako volný hráč 3 letou smlouvu s nováčkem v Premier League Leeds United FC

## Reprezentační kariéra
Calvert-Lewin debutoval v Anglické reprezentaci do 20 let 1. září 2016 při remíze 1:1 proti Brazílii a ve svém druhém utkání zaznamenal branku při prohře 2:1 o tři dny později.
Calvert-Lewin byl nominován na Mistrovství světa do 20 let 2017 v Jižní Koreji. Na turnaji vstřelil dva góly; druhý byl vítězný gól ve finále při výhře nad Venezuelou 1:0. Připojil se k Geoffovi Hurstovi a Martinovi Petersovi jako jediní angličtí fotbalisté, kteří skórovali ve finále Mistrovství světa.
Calvert-Lewin obdržel první pozvávnku do seniorské reprezentace od Garetha Southgatea 1. října 2020 poté, co v úvodních kolech Premier League 2020/21 nastřílel osm gólů v pěti utkáních, včetně dvou hattricků. Při svém debutu skóroval v utkání proti Walesu na stadionu ve Wembley 8. října.

## Statistiky

### Klubové
K 20. březnu 2021
| Klub                       | Sezóna  | Liga             | Liga   | Liga | FA Cup | FA Cup | EFL Cup | EFL Cup | Ostatní | Ostatní | Celkem | Celkem |
| Klub                       | Sezóna  | Liga             | Zápasy | Góly | Zápasy | Góly   | Zápasy  | Góly    | Zápasy  | Góly    | Zápasy | Góly   |
| -------------------------- | ------- | ---------------- | ------ | ---- | ------ | ------ | ------- | ------- | ------- | ------- | ------ | ------ |
| Sheffield United           | 2013/14 | League One       | 0      | 0    | 0      | 0      | 0       | 0       | 0       | 0       | 0      | 0      |
| Sheffield United           | 2014/15 | League One       | 2      | 0    | 0      | 0      | 0       | 0       | 0       | 0       | 2      | 0      |
| Sheffield United           | 2015/16 | League One       | 9      | 0    | —      | —      | —       | —       | —       | —       | 9      | 0      |
| Sheffield United           | 2016/17 | League One       | 0      | 0    | —      | —      | 1       | 0       | 0       | 0       | 1      | 0      |
| Sheffield United           | Celkem  | Celkem           | 11     | 0    | 0      | 0      | 1       | 0       | 0       | 0       | 12     | 0      |
| Stalybridge Celtic (host.) | 2014/15 | Conference North | 5      | 6    | —      | —      | —       | —       | —       | —       | 5      | 6      |
| Northampton Town (host.)   | 2015/16 | League Two       | 20     | 5    | 2      | 1      | 2       | 1       | 2       | 1       | 26     | 8      |
| Everton                    | 2016/17 | Premier League   | 11     | 1    | 0      | 0      | —       | —       | —       | —       | 11     | 1      |
| Everton                    | 2017/18 | Premier League   | 32     | 4    | 1      | 0      | 2       | 3       | 9       | 1       | 44     | 8      |
| Everton                    | 2018/19 | Premier League   | 35     | 6    | 2      | 0      | 1       | 2       | —       | —       | 38     | 8      |
| Everton                    | 2019/20 | Premier League   | 36     | 13   | 1      | 0      | 4       | 2       | —       | —       | 41     | 15     |
| Everton                    | 2020/21 | Premier League   | 25     | 14   | 3      | 2      | 3       | 3       | —       | —       | 31     | 19     |
| Everton                    | Celkem  | Celkem           | 139    | 38   | 7      | 2      | 10      | 10      | 9       | 1       | 165    | 51     |
| Celkem                     | Celkem  | Celkem           | 175    | 49   | 9      | 3      | 13      | 11      | 11      | 2       | 208    | 65     |

### Reprezentační
K 25. březnu 2021
| Anglie | Anglie | Anglie |
| Rok    | Zápasy | Góly   |
| ------ | ------ | ------ |
| 2020   | 5      | 2      |
| 2021   | 1      | 2      |
| Celkem | 6      | 4      |

K 25. březnu 2021. Skóre a výsledky Anglie jsou vždy zapisovány jako první.
| Gól | Datum              | Místo                           | Zápas | Soupeř     | Skóre | Výsledek | Soutěž                                |
| --- | ------------------ | ------------------------------- | ----- | ---------- | ----- | -------- | ------------------------------------- |
| 1.  | 8. října 2020      | Stadion Wembley, Londýn, Anglie | 1.    | Wales      | 1:0   | 3:0      | Přátelský zápas                       |
| 2.  | 12. listopadu 2020 | Stadion Wembley, Londýn, Anglie | 4.    | Irsko      | 3:0   | 3:0      | Přátelský zápas                       |
| 3.  | 25. března 2021    | Stadion Wembley, Londýn, Anglie | 6.    | San Marino | 2:0   | 5:0      | Kvalifikace na Mistrovství světa 2022 |
| 4.  | 25. března 2021    | Stadion Wembley, Londýn, Anglie | 6.    | San Marino | 4:0   | 5:0      | Kvalifikace na Mistrovství světa 2022 |

## Ocenění

### Reprezentační

#### Anglie U20
- Mistrovství světa do 20 let: 2017[39]

### Individuální
- Anglický hráč roku do 21 let: 2018[40]
- Hráč měsíce Premier League: Září 2020[41]